# Сіді Аліум
Сіді Аліум (фр. Sidi Alioum; нар. 17 липня 1982 року) — камерунський футбольний арбітр, арбітр ФІФА з 2008 року.
Обслуговував матчі юнацького чемпіонату світу 2011 року, молодіжного чемпіонату світу 2013 року, Клубного чемпіонату світу 2015 року, а також Кубки африканських націй 2015 та 2017 років.